# The Political Process
The Political Process es un videojuego de simulación política desarrollado y publicado por Verlumino Studios LLC. 
Lanzado para PC, y disponible para su compra en Steam, este juego permite a los jugadores participar en el sistema político de los Estados Unidos, desde la Junta Escolar hasta la presidencia de Estados Unidos, ofreciendo una representación detallada de las dinámicas electorales y gubernamentales.
El juego tiene tres modos de juego; Modo Campaña, Modo Dictador y Simulador de Elecciones.

## Modo Campaña
El Modo Campaña se centra en la creación y desarrollo de un personaje político, permitiendo al jugador postularse para una variedad de cargos, como miembro de la Junta Escolar, concejal, alcalde, miembro de la cámara del Estado al que se pertenezca, gobernador, congresista, senador o presidente. 
A su vez, también se puede asumir el rol de director de campañas.  A lo largo de su carrera política, el jugador debe gestionar campañas electorales, recaudar fondos, participar en debates, realizar entrevista con diversos medios de comunicación y asistir a diversos eventos que atraigan a los votantes y donantes.

## Modo Dictador
En el Modo Dictador tendrás la capacidad de implementar tus políticas directamente, sin depender de elecciones ni de obtener mayorías en el Senado o la Cámara de Representantes para llevarlas a cabo.

## Simulador de Elecciones
El Simulador de Elecciones es una herramienta diseñada para recrear escenarios electorales de manera detallada. Permite simular tanto las elecciones primarias de los partidos Demócrata y Republicano como las elecciones generales para una variedad de cargos, como miembro de la Junta Escolar, concejal, alcalde, miembro de la cámara del Estado al que se pertenezca, gobernador, congresista, senador o Presidente. Los usuarios pueden personalizar las variables del simulador, incluyendo demografía, niveles de pobreza y factores que influyen en las decisiones de los votantes.
La herramienta permite añadir nuevos aspirantes y personalizar sus atributos, incluyendo políticas, experiencia, características personales y apariencia. También ofrece la posibilidad de ajustar la influencia de distintos factores que afectan las preferencias de los votantes, como políticas públicas, características del candidato, demografía y avales. A su vez, permite modificar la composición demográfica y partidaria de los distritos, tanto en elecciones locales como a nivel estatal para las presidenciales. Incluye opciones para ajustar los factores que determinan la tasa de participación de los votantes en las elecciones, y después de realizar modificaciones, se pueden calcular y visualizar los resultados electorales con solo presionar un botón.
Una vez en el cargo, el jugador puede tomar decisiones legislativas y de políticas públicas, abordando temas como impuestos, salud, educación y relaciones exteriores. Las decisiones afectan tanto la popularidad del personaje como el desarrollo del entorno político en el que opera. 
El juego se caracteriza por su enfoque realista y su atención a los detalles del sistema político estadounidense.